# 子癇前症
子癇前症（pre-eclampsia）又稱子痫前期、先兆子痫，為懷孕期間發生的疾病，其特徵為高血壓與蛋白尿。該疾病通常發生於第三孕期（即第七至九個月），越到後期越嚴重。病情嚴重時可能會發生溶血反應、血小板過低、肝或腎功能損傷、水腫、肺水腫或視力障礙。該疾病會提升母子兩者不良預後的風險。如果不及時治療，將可能導致癲癇發作，也就是子癇。
子癇前症的一个过时的医学术语是“妊娠毒血症”（toxemia of pregnancy），此称呼源于旧时错误地认为这疾病是由毒素引起的。目前妊娠毒血症此术语仍用于兽医界，主要指反刍亚目孕畜妊娠后期营养不足，碳水化合物和脂肪代谢不当而导致低血糖性脑病、酮血症和酸中毒的一种疾病。
子癇前症的風險因子包含：肥胖症、懷孕之前罹患高血壓、高齡懷孕與糖尿病。女性初次懷孕，尤其是懷有雙胞胎，為子癇前症的高風險族群。該疾病的底層機制涉及了胎座的血管形成異常以及其他因素。大多數病例都是在分娩前確診，只有極少數病例是在產後護理期間發作。擁有高血壓與蛋白尿的病史，是此疾病確診的重要因素，但高血壓、任何與此症相關的器官功能障礙等其他因素，也應一併考量在內。如果婦女在懷孕20週以後，連續4小時的收縮壓高於140毫米汞柱，舒張壓高於90毫米汞柱，則必須注意是否為子癇前症的徵兆。此疾病可由定期的產前護理檢查中發現。
此疾病的推薦預防方法包含：在高風險因子發生時服用阿斯匹林、在鈣質攝食缺乏的地區加強補充鈣質以及懷孕前採用藥物治療高血壓。如果發生子癇前症，將胎兒與胎盤分娩是一種有效的治療方法，採取此措施必須考量子癇前症的嚴重程度以及孕期長度。拉貝洛爾、甲基多巴等抗高血壓藥能夠改善母親在分娩之前的症狀。硫酸鎂可用於預防子癇等嚴重疾病。臥床休息與食鹽攝取對於治療與預防該疾病效益不大。
子癇前症影響全球約2-8%的孕婦，尤其妊娠高血壓是懷孕期間最常見的死亡原因。1990年，妊娠型高血壓導致了3.7萬人死亡；直到2013年仍然造成2.9萬人死亡。子癇前症通常發生在懷孕後32周，如果越早發生，相對的後果也會較為嚴重。懷孕期間出現子癇前症的女性，之後發生心血管疾病的危險性也會偏高。
這個字來自於希臘文中「閃電」的意思。一般認為西元前5世紀的希波克拉底是第一位描述子癇前症的醫師。

## 症狀與徵象
腫脹（尤其臉和手）被認為是診斷子癇前症的重要徵象，但孕婦常有腫脹現象，因此鑑別性不高；相對的，水腫（特殊的腫脹狀態，常見於臉、手、足部，按壓後會留下壓痕）較有診斷意義，出現時應告知醫療提供者。
子癇前症通常沒有特異性高的徵象，即便孕期中出現癲癇也常不是子癇。上腹痛等症狀也可能被誤判為胃灼熱。 因此，診斷仰賴同時出現多項子癇前症的徵象，分娩後這些徵象的消退可用來確定診斷。

## 病因
有關子癇前症的病因，還沒有確認性的已知病因，只知道和許多因素有關，包括以下這些因素：
- 胎座異常（胎盤形成及發育異常）
- 免疫学因素
- 孕婦之前的病史或是正患有的疾病，若曾經有高血壓、肥胖、抗磷脂综合征，或是曾有子癇前症，風險較高
- 飲食因素，例如在鈣質攝取不足的地區補充鈣質，可以降低子癇前症的風險[4]。
- 環境因素，例如空氣污染[19]。

患有長期高血壓的孕婦，子癇前症的機率是沒有高血壓的七至八倍。
在生理學的研究上，已發現子癇前症和以下的生理變化有關：母體和胎盤之間免疫應答及交叉作用的變化、胎盤受傷、内皮细胞損傷、血管反應性改變、氧化應力、血管活性物質的不平衡、血管内容積減少、以及瀰散性血管內凝血。
雖然子癇前症的確切原因尚未明朗，但有充分證據顯示主因是胎盤植入異常，這可能導致子宮和胎盤的血液灌流不佳，產生缺氧狀態、增加氧化應激、並釋放抗血管生成蛋白與發炎介質到母體血漿中，後續造成全身性的內皮功能異常。胎盤的異常植入可能源於母體免疫系統對胎盤的反應，特別是缺乏妊娠免疫耐受性。內皮功能異常會導致高血壓和其他與子癇前症相關的症狀和併發症。患有子癇前症的人罹患乳腺癌的風險可能較低。
19號染色體異常（C19MC）損害外絨毛滋胚層細胞對螺旋動脈的利用，導致血管阻力上升、低血流、低營養補給。

### 風險因子
以下是已知的子癇前症風險因子
- 第一胎生產（英语：Parity (biology)）
- 糖尿病[27]
- 腎病變
- 慢性高血壓[27]
- 曾有子癇前症的病史[27]
- 家族有子癇前症的病史
- 孕婦年齡較大（超過35歲）
- 肥胖[27]
- 抗磷脂综合征[27]
- 多胞胎妊娠（英语：Multiple gestation）[27]
- 曾接受過腎臟移植[28]
- 罹患亞臨床的甲狀腺機能低下症或甲状腺抗體[29][30]
- 胎盤異常，例如胎盤缺氧。

## 診斷
有關子癇前症的檢查，建議是在妊娠過程中量測孕婦的血壓。

### 診斷準則
若孕婦診斷有以下症狀時，即患有子癇前症：
- 之前血壓正常，在懷孕二十週後，在間隔四至六個小時的二次血壓量測，有出現收縮壓≥140 mmHg，或是舒張壓≥90 mmHg的血壓值。
- 若孕婦在懷孕二十週以前就有原發性高血壓，其診斷準則為：收縮壓（SBP）上昇超過30 mmHg，或是舒張壓（DBP）上昇超過15 mmHg。
- 在24小時的尿液樣本中，蛋白尿 ≥ 0.3克（300毫克），或是SPOT尿蛋白和肌酐比例≥0.3，或是尿液試紙讀數為1+ 或更高（只有在其他量化量測方式無法進行時才用尿液試紙讀數）[3]。

若在妊娠中有血壓的上昇，即使沒有蛋白尿的症狀，都應該懷疑可能有子癇前症，並持續觀察。有10%子癇前症的人有其他的症狀及體徵，有20%子癇前症的人沒有蛋白尿的症狀。在沒有蛋白尿的人中，有出現血壓昇高以及以下任一個症狀的人，建議接受子癇前症的診斷：
- 腎臟功能異常（少尿症、肌酸酐濃度上昇）
- 肝功能不良（透過肝功能測試來檢查）
- 血小板減少症（血小板讀數<100,000/微升）
- 肺水腫
- 外週性水腫（點蝕型）
- 大腦或是視覺障礙

子癇前症屬於進展性疾病（progressive disorder），這些器官功能的異常表示嚴重的子癇前症。若收縮壓≥160 mmHg或舒張壓≥110 mmHg，及/或24小時內的蛋白尿>5g，也表示有嚴重的子癇前症。在臨床上，嚴重子癇前症的人也會有上腹部／腹部右上方疼痛，頭痛或是嘔吐的症狀。嚴重的子癇前症是子宮內胎兒死亡的重要風險因子。
若收縮壓較基準血壓多30 mmHg，或是舒張壓較基準血壓多15 mmHg，但不到140/90的絕對基準，值得注意，不過不應診斷為子癇前症。

### 預測測試
儘管沒有單一的生物標記可供預測，但已有許多預測子癇前症的測試評估，包括胎盤灌流、血管阻力、腎功能異常、內皮功能異常、氧化應激有關的測試。測試項目比如：
- 子宮動脈都卜勒超音波檢查以調查胎盤灌注不足的跡象。該測試對有子癇前症病史的孕婦有較高的陰性預測值（英语：Positive and negative predictive values）（有助於排除診斷）[21]。
- 有人會利用血清尿酸值的升高（高尿酸血症）來預測子癇前症[26]，儘管它並不準確[21]。高尿酸血症可能是起因於腎功能受損導致尿酸清除率降低。
- 包含血管新生蛋白如血管內皮生長因子（VEGF）和胎盤生長因子（PIGF）以及抗血管新生蛋白可溶性酪氨酸激酶1（英语：Soluble fms-like tyrosine kinase-1）（sFlt-1），證據顯示這些標記可望在臨床上用來診斷子癇前症[26]。一項針對1014名因高血壓而住院的孕婦的研究發現，當sFlt-1與PIGF的比值超過40時，孕婦在2星期內可能發生嚴重子癇前症；若比值小於40則發生的機率極低。[32]
- 最近的研究顯示在尿液中尋找足細胞（腎臟的特殊細胞）可能有助於預測子癇前症。在尿液中發現的足細胞可能可以作為早期診斷標誌[33][34][35]。

### 鑑別診斷
子癇前症可以與許多其他疾病混淆，包括慢性高血壓、慢性腎臟病、原發性癲癇、膽囊和胰臟疾病、血栓性血小板減少性紫斑病、抗磷脂綜合徵、溶血性尿毒綜合症，懷孕超過20週的孕婦都必須考慮這個可能性。如果原本就有這些疾病（例如高血壓），尤其難以診斷。患有妊娠急性脂肪肝的婦女也可能出現血壓和尿蛋白升高，但肝損害程度會有所不同。其他可能導致高血壓的疾病包括甲狀腺功能亢進症、嗜鉻細胞瘤、藥物濫用。

## 預防
目前已有許多有關子癇前症預防的研究。因為尚未完全瞭解子癇前症的病因，預防措施的議題仍相當複雜。目前還沒找到具有通用性，可以有效消除子癇前症風險的預防措施。美國婦產科醫師學會（ACOG）建議在有中度或嚴重的風險因素時，給予少量的阿斯匹靈。
以下是一些目前醫學界的相關研究。

### 飲食
具有均衡蛋白質及熱量的膳食補充品，似乎無法降低子癇前症的風險，而且，也沒有證據支持調整食盐的攝取量對子癇前症是否益。
抗氧化剂的膳食補充品（如維生素C、D、E）不會影響子癇前症的發生率，因此不建議用攝取維生素C、D、E來降低子癇前症的風險。
若是孕婦的鈣質攝取不足，又是子癇前症的高風險群，建議在懷孕時每天攝取至少一克的钙。硒含量過低和子癇前症的高盛行率有關。

### 阿斯匹林
服用乙酰水杨酸可能可以減少1至5%的子癇前症，也可能可以讓高風險產婦的早產比例減少1至5%。世界卫生组织建議子癇前症高風險的產婦服用少劑量的乙酰水杨酸，並建議在懷孕的前二十週就開始服用。美國預防服務工作小組（United States Preventive Services Task Force）建議自12週起就服用少劑量的乙酰水杨酸，若從第16週才開始服用，效益較小。

### 運動
針對預防子癇前症，有些建議是運動或限制臥床時間，不過相關的證據都還不足。

### 戒煙
對於低風險的孕婦而言，吸煙和子癇前症發生率的下降有關，此相關性在流行病學的研究中有一致性，而且可以重現。對於高風險孕婦（例如有妊娠糖尿病、慢性高血壓、以前懷孕有子癇前症病史、或是多胎妊娠）而言，吸煙無法降低子癇前症發生率。這個差異的原因還不清楚，有研究指出這些病理學因素的影響太大了，以致於無法看出吸煙所降低的子癇前症發生率。不過吸烟對孕婦及胎兒的破壞性影響，仍大過吸烟可以降低子癇前症發生率的好處，目前仍建議在懷孕前、懷孕中或是分娩後暫時不要吸烟。

### 免疫調節
有研究指出，胎兒的父親對產婦的免疫耐受有其影響，因為胎兒有一半的基因是來自其父。有證據顯示，曾和同一男性進行過陰道性行為或口交，有助於降低子癇前症的風險。有一個早期的研究指出「雖然子癇前症一般是第一次懷孕時的疾病，但若更換伴侶，第二胎之後的保護效果就沒有了。」研究的結論也提到，儘管會強力建議常更換性伴侶的女性使用保險套避免性病，「但若有穩定伴侶關係並有懷孕打算，適當的精液暴露，可以相對降低子癇前症的發生率。」。
有其他研究是針對從性伴侶身上輸血的孕婦、長期在沒有屏障式避孕下進行性行為的女性，以及經常進行陰莖口交的女性，發現其子癇前症的發生率較低。
在發現孕婦對胎兒父親基因的免疫耐受之重要性後，有些荷蘭的生殖生物學家決定進行進一步的研究。由於人類免疫系統對於由口腔進入的物體耐受程度較高，荷蘭科學家進行了一系列的實驗，發現子癇前症發生率和女性口交次數的驚人相關性，而且若女性將精液吞下，效果最好。阿德莱德大学的團隊也針對曾使性伴侶懷孕，但流产或是有子癇前症的男性，設法要確認其精液內是否有較少的關鍵免疫調整因子，例如转化生长因子-β。此團隊也發現一些男性，稱為「危險男性」，其性伴侶懷孕後，流产或是有子癇前症的比率是其他人的數倍。此外，大部份的「危險男性」其精液中的免疫調整因子不夠，因此此無法引發性伴侶的免疫耐受。
免疫不耐受是子癇前症原因之一的理論被接受後，重覆子癇前症、流產，以及體外人工受精失敗的女性，可能可以給予關鍵免疫因子的藥物（例如轉化生长因子-β）以及胎兒父親的陌生蛋白質，可能是口服（例如舌下噴霧劑）或是陰道凝膠，在性交前塗抺在陰道壁上。

## 治療
明確的治療方法是分娩嬰兒和胎盤。分娩的時機應平衡考量嬰兒的最佳結果並降低母親的風險。疾病的嚴重度和嬰兒的成熟度是主要考慮因素。這些考量將隨整體情況與醫療機構而異。除了藥物，也可能採引產或剖腹產等方式使提早分娩。醫療處置中重要的是評估母親的各器官系統、處理嚴重的高血壓、預防和治療癲癇發作。醫療處置也可能施作於嬰兒。未發現臥床休息有用，因此不常規建議之。

### 血壓
世界衛生組織建議懷孕期間患有嚴重高血壓的婦女應接受抗高血壓藥的治療。嚴重高血壓通常指收縮壓大於160或舒張壓大於110。證據不支持使用特定哪一種抗高血壓藥，選擇用藥應基於醫生的經驗、藥物成本、藥物可用性。不建議用利尿劑來預防子癇前症及其併發症。拉貝洛爾、肼屈嗪、硝苯地平是妊娠高血壓的常用降壓藥。禁用血管張力素I型轉化酶抑制劑和血管張力素II型受體拮抗劑，因為會影響胎兒發育。
嚴重的妊娠高血壓的治療目標是預防心血管、腎臟、腦血管的併發症。目標血壓建議收縮壓140-160mmHg和舒張壓90-105mmHg，血壓值是可變的。

### 預防子癇
為預防子癇，建議嚴重的子癇前症病患在產前和產後服用硫酸鎂。與其他抗癲癇藥物相比，較建議使用硫酸鎂來治療子癇。硫酸鎂的藥效是作用於NMDA受體。

## 流行病學
子癇前症影響全球約2-8%的孕婦，美國自從1990年起，子癇前症的盛行率開始上昇，可能因為慢性高血壓、糖尿病及肥胖比例上昇所造成。
子癇前症是全球孕產婦及週產期嬰兒生病及死亡的主要原因之一。非洲及亞洲有將近十分之一的孕產婦死亡是因和懷孕時的高血壓有關，其中也包括了子癇前症，拉丁美洲的比例則到達四分之一。
子癇前症較常見於首次懷孕的孕婦。曾患有子癇前症的婦女有較高機會在後續懷孕時復發。高血壓、肥胖症、糖尿病、自體免疫疾病如紅斑性狼瘡、各種遺傳性血栓形成體質如Factor V Leiden、腎臟病、多胎妊娠（雙胞胎或多胞胎）和高齡產婦的婦女較常患有子癇前症。高海拔地區女性也容易患有子癇前症。子癇前症在某些種族較普遍，例如非裔美國人、撒哈拉以南的非洲人、拉丁美洲人、非洲加勒比海地區、菲律賓人。除了有高血壓妊娠家族史的人以外，後續妊娠如果胎兒父親不同，可能影響患病風險。
子癇是子癇前症的主要併發症。子癇在已開發國家每千名孕婦中有0.56例，而低收入國家是這個數字的十倍至三十倍。